# Планинская дивизия
Планинская дивизия (болг. Планинска дивизия) — дивизия армии Болгарии, участвовавшая в Первой мировой войне. Состояла преимущественно из албанцев Западной Македонии и болгарских турок.

## История
Дивизия образована в ноябре 1916 года приказом №576 Генерального штаба. Дивизия причислялась к Македонской военно-инспекционной области, в состав новообразованной части вошли 1-й, 2-й и 3-й планинские пехотные полки, артиллерийский полк и инженерная рота. Планинская дивизия вошла в состав 1-й армии, подчинялась непосредственно начальнику военной инспекции Македонии.
В Первой мировой войне Планинская дивизия вела борьбу за участок между рекой Вардар и деревней Даутли. Дивизия прославилась в битве за Дойранское озеро, отражая атаки 26-й и 27-й британских пехотных дивизий. В январе 1917 года при дивизии была образована школа подготовки младших офицеров.
По состоянию на 14 ноября 1918 дивизия занимала линию обороны в 10 км, состояла из 9 пехотных групп и кавалерийского эскадрона. При дивизии были 92 пулемёта, 69 орудий и 16 миномётов.

## Командиры
| # | Звание    | Имя                   | Время                  |
| - | --------- | --------------------- | ---------------------- |
| 1 | полковник | Александар Протогеров | 1916                   |
| 2 | полковник | Михаил Сапунаров      | май 1917—сентябрь 1918 |